# Josh Groban
Joshua Winslow Groban (USA, Kalifornia, Los Angeles, 1981. február 27. –) Grammy‑jelölt énekes‑zeneszerző, aki lírai bariton hangjáról ismert.

## Fiatalkora
Josh Groban 1981. február 27-én Los Angelesben született. Apja amerikai, anyja norvég-amerikai származású. A Bridges Academyn folytatott tanulmányokat, délutánonként színházi órákat vett.
1997-ben és 1998-ban a michigani Interlochen Arts Campban musicalszínészetet tanult, ekkor kezdett el iskolán kívül énekórákat venni. 1998 végén, a 17 éves Josht énektanára mutatta be a Grammy‑díjas producernek, David Fosternek. Josh próba-énekesként dolgozott neki magas színvonalú produkciókban, beleértve az 1999-es Grammy‑díj‑átadót, ahol Andrea Bocellit helyettesítette Foster the Prayer számában, melyben Céline Dion volt a partnere. Miután sikeresen elvégezte a Los Angeles County High School for the Artsot 1999-ben, felvételt nyert a Carnegie Mellon Universitybe, Pittsburghbe, dráma szakra.

## Karrierje kezdete
Josh otthagyta Carnegie Mellont 6 hónap után, amikor is lemezszerződési ajánlatot kapott a Warner Bros. Recordstól, David Foster 143 Records nevű cégén keresztül. Foster hatására első albuma inkább a klasszikusokra koncentrált, olyan számokkal, mint a Gira Con Me vagy az Alla Luce Del Sole. 2000–2001-ben részt vett Sarah Brightman La Luna-koncertkörútján, a There For Me című számmal. Első lemez-debütálása Lara Fabiannal közös számuk, a For Always volt, mely az A. I. – Mesterséges értelem (2001) című film egyik betétdala volt. Sok jótékonysági show résztvevője volt, többek között: The Andre Agassi Grand Slam Event For Children, ahol együtt énekelt a következőkkel: Elton John, Stevie Wonder, Don Henley és Robin Williams; Muhammad Ali's Fight Night Foundation; The Family Celebration (2001), melynek többek között Bill Clinton volt a házigazdája; Michael Milken's CapCure event.
2001-ben feltűnt Malcolm Wyatt szerepében az Ally McBeal című sorozat évadzáró epizódjában, a You're Still You-t adta elő. Ezt a karaktert kizárólag rá szabta a sorozat rendezője. A projekt annyira sikeresnek bizonyult, – a rajongók visszajelzései alapján –, hogy a következő szezonban is feltűnt, amikor is a To Where You Are-t énekelte el.
Debütáló albuma a Josh Groban nevet kapta és 2001. november 20-án jelent meg. A következő évben előbb arany-, majd dupla platinalemez lett.
2002. február 4-én Charlotte Church-csel közösen adták elő a The Prayert, a 2002-es téli olimpia záróműsorában. Novemberben kiadta saját Live albumát, Josh Groban in Concert címmel. Decemberben fellépett a Nobel-díj átadóján a To Where You Are és The Prayer című számaival. Majd a Vatikánban lépett fel többek között Stinggel, a Corrsszal, Lionel Richie-vel egy karácsonyi műsorban. 2003-ban a Foster által szervezett koncerten lépett fel, a World Children's Day-en.

## 2000-es évek

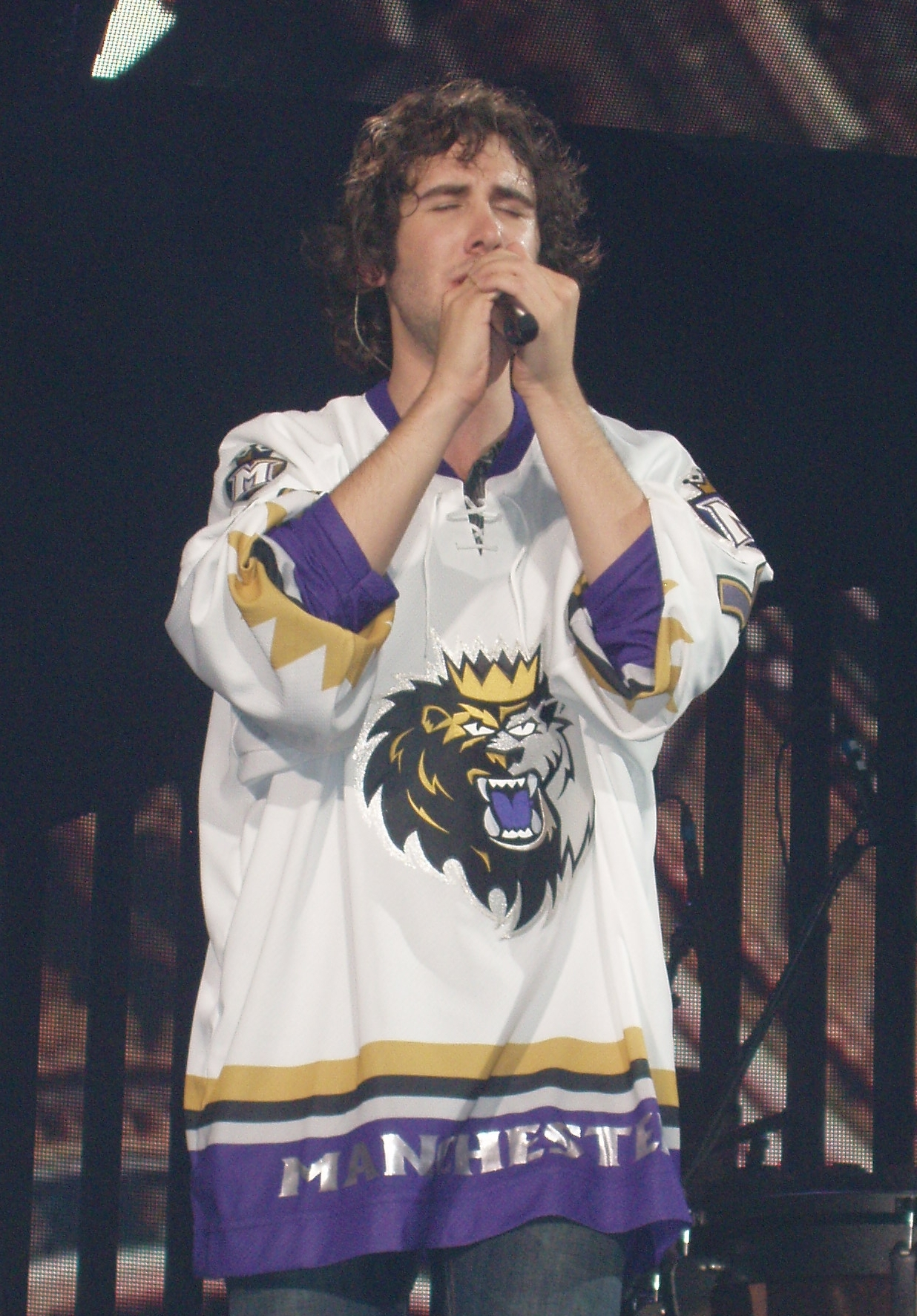

Második albuma, a Closer 2003. november 11-én jelent meg. 2 hónappal a megjelenés után a Billboardon a 11. helyről az 1. helyre tornászta fel magát. A You Raise Me Up feldolgozással szép sikereket ért el. A Trója című film egyik betétdalát is ő énekelte, ez volt a Remember. A Polar Expressz című animációs filmben pedig a Believe-et. Elkészített egy Linkin Park-feldolgozást is a My December-ből. 2004. november 30-án jelent meg második Live DVD-je, Live at the Greek címmel. 2004-ben rengeteg díjra jelölték: American Music Awards, World Music Award, Academy Award, Grammy-díj.
2006 szeptemberében jött ki a You Are Loved című száma, az új, harmadik, Awake című albumról, mely november 7-én jelent meg. Az Awake koncertkörút során 71 városba jutott el 2007. február-augusztus között. Ez évben elkészített 2 duettet: Barbra Streisanddal – All I Know of Love és Mireille Mathieu-vel – Over the Rainbow. Júniusban vette fel következő, karácsonyi albuma, a Noël felvételeit, Londonban, a Londoni Filharmonikusokkal.
A Noël 2007. október 9-én jelent meg, és azóta az USA-ban elérte a négyszeres platina státuszt. Megjelenése után hét héttel lett első helyezett a Billboard 200-on. A lemez öt héten át vezette a Billboard 200-at, ezzel elnyerve minden idők legkedveltebb karácsonyi CD-jének címét. (Az előző rekorder Elvis Presley volt, aki 1959-ben három hétig volt listavezető.) 2007 legkeresettebb albuma lett az USA-ban, megjelenése után 11 héttel, 3,6 millió eladott lemezzel. Annak ellenére, hogy karácsonyi CD, ez a CD produkálta Josh lemezei közül a legjobb heti eladásokat.
A Noël számos rekordot állított be:
- az első karácsonyi CD lett, mely négy egymást követő héten át volt listavezető;
- a No Doubt Tragic kingdomja (1996) óta az első album, mely négy héten át volt első, minden héten növekvő eladási adatokkal;
- megjelenése után tíz héttel lett 2007 legkeresettebb albuma;
- megjelenése után 11 héttel pedig az első album lett 2007-ben, mely egymást követő öt héten át volt első, illetve az első karácsonyi album, mely listavezető volt öt egymást követő héten keresztül.

2008. február 10-én fellépett a GRAMMY-gálán, Andrea Bocellivel Luciano Pavarotti emlékére adták elő a The Prayer-t.
Az Awake: The Live Concert CD + DVD hamarosan megjelenik, melyet a Salt Lake City-ben (Utah állam) adott koncertjén filmeztek le az első sportcsarnokbeli koncertje emlékére, melyet ugyanebben a városban adott.

## 2010-
2010. november 15-én megjelenik 5. stúdióalbuma Illumination címen, melynek producere Rick Rubin volt. Az albumon szereplő 13 dalból 11 a saját szerzeménye. " A dalok nagy része arról a speciális helyzetről szól, mikor már megtaláltam a szerelmet, de végül mégsem működött a dolog. A többi dal meg a keresésről, aminek végül nem lett eredménye." - nyilatkozta a The New York Times-nak.
2013. február 5-én jelenik meg 6. stúdióalbuma ''All that echoes'' címen.
2015. április 28-án megjelent 7. stúdióalbuma Stages címmel. A lemezen a leghíresebb musicalekből hallhatók feldolgozások. Az albumot Grammy-díjra jelölték a Best Traditional Pop Vocal Album kategóriában. Következő évben a Stages Live album ugyanebben a kategóriában kapott jelölést.
2016. október 18-án debütált első szerepében a Broadway-en mint Pierre Bezukhov. A darab címe: Natasha, Pierre & The Great Comet of 1812. A mű alapja Lev Tolsztoj: Háború és béke című regényének egy 70 oldalas kivonata. Zeneszerző és szövegkönyvíró: Dave Malloy. Rendező: Rachel Chavkin. Josh utolsó előadása 2017. július 2-án volt. Legjobb férfi musical színész kategóriában Tony-díjra jelölték 2017-ben.

## Diszkográfia
Albumok: CD, DVD, VÁLOGATÁS
- Josh Groban – 2001 --- 4x platina

Billboard 200 #8
- Josh Groban In Concert – 2002 --- arany (CD), 6x platina (DVD)

Billboard 200 #34
- Closer – 2003 --- 5x platina

Billboard 200 #1
- Live at the Greek – 2004 --- arany (CD), 6x platina (DVD)

Billboard 200 #24
- Awake – 2006 --- platina

Billboard 200 #2
- With You (Hallmark promotional disc) – 2007
- Noël – Christmas Album – 2007 ---- 4x platina

Billboard 200 #1
- Awake: The Live Concert - 2008

Billboard 200 #8
- A Collection – 2008
- Illumination - 2010
- All That Echoes - 2013
- Stages - 2015
- Stages Live 2016
- Noël Deluxe Edition -2017 ( 6 új dallal)
- Bridges 2018

## Koncert turnék
- Closer tour (2004-2005)
- Awake tour (2007)
- Before We Begin (2010)
- Straight to You Tour (2011)
- All That Echoes World Tour (2013)
- All That Echoes Symphony Tour (2013)
- Summer Symphony Tour (2014)
- Josh Groban on Stage (2015-2016)
- Bridges Tour (2018) Vendég: Idina Menzel

## Duettek, közreműködései más előadók albumain
- Charlotte Church - Enchanted - 2002 - "The Prayer" és "Somewhere"
- Hurricane Relief - Come Together Now - 2005 - "Alla Luce Del Sole" és "Tears in Heaven" (Részt vett a 2005-ös hurrikán áldozatai számára rendezett jótékonysági koncerten Katrina Kraven és Rita Faltoyano mellett)
- Barbra Streisand - Duets - 2002 - "All I Know Of Love"
- Angelique Kidjo - Djin Djin - 2007 - "Pearls" (Carlos Santanaval)
- Instant Karma: The Amnesty International Campaign to Save Darfur (The Complete Recordings) - 2007 - "Imagine"
- Charles Aznavour - Duos - 2008 - "La Bohéme" angol és francia változat
- Nelly Furtado - Silencio - duett, album: Mi plan
- Beauty and the beast musical film - 2017 - Evermore című dal
- Arturo Sandoval -Solo Esta Soledad (Broken vow) - album: Ultimate Duetts

## Jelentősebb fellépései
- Christmas Concert, Vatican City, December 2002
- CHESS: Actors' Benefit Fund Concert - 2003
- Come Together Now - Hurricane Relief Concert - 2005
- Barbara Cook at the Met - 2006 - Duettek "Move on", "Not While I'm Around"
- American Music Awards - 2006 - "February Song"
- Kennedy Center Honors (honoring Andrew Lloyd Webber) - 2006 - "Music of the Night" ("Phantom of the Opera")
- Macy's Thanksgiving Day Parade - 2006 - "February Song"
- American Idol Gives Back [1]- 2007 - "You Raise Me Up" az The African Children's Choir-ral közösen
- Concert For Diana - July 1, 2007 - "All I Ask Of You" ("Phantom of the Opera") Sarah Brightman-nel
- 50th Annual Grammy Awards - February 10, 2008 - "The Prayer" Andrea Bocelli-vel
- Celine Dion: That's Just the Woman In Me - Concert Special -February 15, 2008 - "The Prayer" Celine Dion-nal
- Chess (musical) May 12 - 13, 2008 at the Royal Albert Hall, London, Anatoly Sergievsky

## Közreműködései filmzenékben
- A. I. Artificial Intelligence - 2001 - "For Always" Lara Fabian-nel
- Troy Soundtrack - 2004 - "Remember" Tanja Tzarovskával
- The Polar Express - 2004 - "Believe"
- Lady in the Water - 2006 - "Mi Mancherai (Il Postino)"

## Filmszerepei
| Év   | Cím                 | Szerep                    | Magyar cím                  | Megjegyzés | Dal |
| ---- | ------------------- | ------------------------- | --------------------------- | ---------- | --- |
| 2011 | Crazy, Stupid,Love  | Richard                   | Őrült, dilis, szerelem      |            |     |
| 2013 | Caffee Town         | Sam                       |                             |            |     |
| 2014 | Muppets Most Wanted | Maximum Security Prisoner | Muppet-krimi: Körözés alatt |            |     |
| 2015 | The Hollars         | Rav.Dan                   | Szeretteink körében         |            |     |

| Év        | Cím                                   | Szerep                    | Magyar cím                   | Megjegyzés                                       | Dal                                  |
| --------- | ------------------------------------- | ------------------------- | ---------------------------- | ------------------------------------------------ | ------------------------------------ |
| 2001      | Ally McBeal                           | Malcolm Wyatt             | Ally McBeal                  | 2 epizód                                         | You are still here, To where you are |
| 2005      | American Dad!                         | Whiny Parishioner (voice) | Amerikai fater               | Epizód: "Deacon Stan, Jesus Man" 1. évad 7. rész |                                      |
| 2008,2010 | Never Mind the Buzzcocks              | Himself                   |                              |                                                  |                                      |
| 2009      | Tim and Eric Awesome Show, Great Job! | Himself                   |                              | Epizód: "Hair"                                   |                                      |
| 2009-2011 | Glee                                  | Himself                   | Glee-Sztárok leszünk!        | 2 epizód                                         |                                      |
| 2011      | Robot Chicken                         | Bill (voice)              |                              | Epizód: "Catch Me If You Kangaroo Jack"          |                                      |
| 2011-2012 | The Office                            | Walter Bernard, Jr.       |                              | Episodes: "Garden Party", "The Boat"             |                                      |
| 2011-2016 | Live with Regis and Kelly             | Co-Host                   |                              |                                                  |                                      |
| 2013      | CSI:NY                                | Himself                   | CSI: New York-i helyszínelők | Epizód: "Blood Actually"                         |                                      |
| 2013-2014 | The Crazy One                         | Danny Chase               |                              | 2 epizód                                         |                                      |
| 2013      | It's always sunny in Philedelphia     | Himself                   |                              | Epizód: "The Gang Saves The Day"                 |                                      |
| 2014      | Happyland                             | Dirty Dave                |                              | 3 epizód                                         |                                      |
| 2014      | Rising Star                           | Host                      |                              | 10 epizód                                        |                                      |
| 2014      | American Dad!                         | Himself (voice)           | Amerikai fater               | Epizód: "News Glance with Genevieve Vavance"     |                                      |
| 2015      | Comedy Bang! Bang!                    | Himself                   |                              | 2 epizód                                         |                                      |
| 2015      | American Dad!                         | Daniel (voice)            | Amerikai fater               | Epizód: "Manhattan Magical Murder                |                                      |
| 2015      | Repeat After Me                       | Himself                   |                              | Epizód: 1. évad 7. rész                          |                                      |
| 2015      | The Muppets                           | Himself                   |                              | Epizód: "Hostile Makeover"                       |                                      |
| 2015      | Parks and Recreation                  | Himself                   |                              | Epizód: "Save JJ's"                              |                                      |
| 2015      | Life in Pieces                        | Ian                       | Családom darabokban          | Epizód: "Tattoo Valentine Guitar Pregnant"       |                                      |
| 2017      | Crazy Ex-Girlfriend                   |                           |                              | Episode: "Josh's Ex-Girlfriend is Crazy!"        |                                      |
| 2018      | Sesame Street                         | Himself                   |                              |                                                  |                                      |
| 2018      | The Good Cop                          | Tony Caruso Jr.           |                              | 10 epizód                                        |                                      |

## Színházi szerepei
- Chess musical 2008. május 12-13 London, Royal Albert Hall
  - szerep: Anatoly Sergievsky
- Natasha, Pierre and The Great Comet of 1812, 2016-2017 New York City, Broadway, Imperial Theatre
  - szerep: Pierre Bezukhov
  - Tony-díj jelölés a legjobb musical színész kategóriában
- Sweeney Todd: The Demon Barber of Fleet Street, 2023-2024, New York City, Broadway, Lunt-Fontanne Theatre

## Alapítvány
- Név: Find Your Light Foundation
- Cél: Az amerikai gyerekek minőségi művészeti oktatásának támogatása

## Külső hivatkozások
- Hivatalos oldal
- Josh Groban a Facebookon
- Josh Groban az Internet Movie Database-ben (angolul)
- Josh Groban a Rotten Tomatoeson (angolul)
- Hivatalos twitter oldal
- Magyar rajongói twitter oldal
- Josh Groban videók és audió-fájlok
- Josh MySpace oldala
- Josh - videók a YouTube-on
- Josh-profilja a Billboard-com-on